# Berlin-Karlshorst
Karlshorst (Betonung auf der letzten Silbe) ist ein Ortsteil des Bezirks Lichtenberg in Berlin.

## Lage
Karlshorst erstreckt sich beiderseits der Bahnstrecke Berlin – Frankfurt (Oder). Es teilt sich in die drei LOR-Planungsräume Karlshorst-West (nördlich der Bahntrasse und westlich der Treskowallee), Karlshorst Nord (nördlich der Bahntrasse und östlich der Treskowallee) sowie Karlshorst-Süd (südlich der Bahntrasse).

## Geschichte

### Früheste Besiedlung
Beim Bau einer neuen Wohnanlage (Treskowhöfe; Treskowallee zwischen Römerweg, Hönower Straße und Cäsarstraße) wurden 400 Relikte einer frühen Siedlung aus der Bronzezeit auf dem Gelände entdeckt und gesichert. Die Archäologen nehmen aufgrund der freigelegten Struktur an, dass sich der eigentliche Siedlungskern an anderer Stelle befunden hatte.

### Gründung

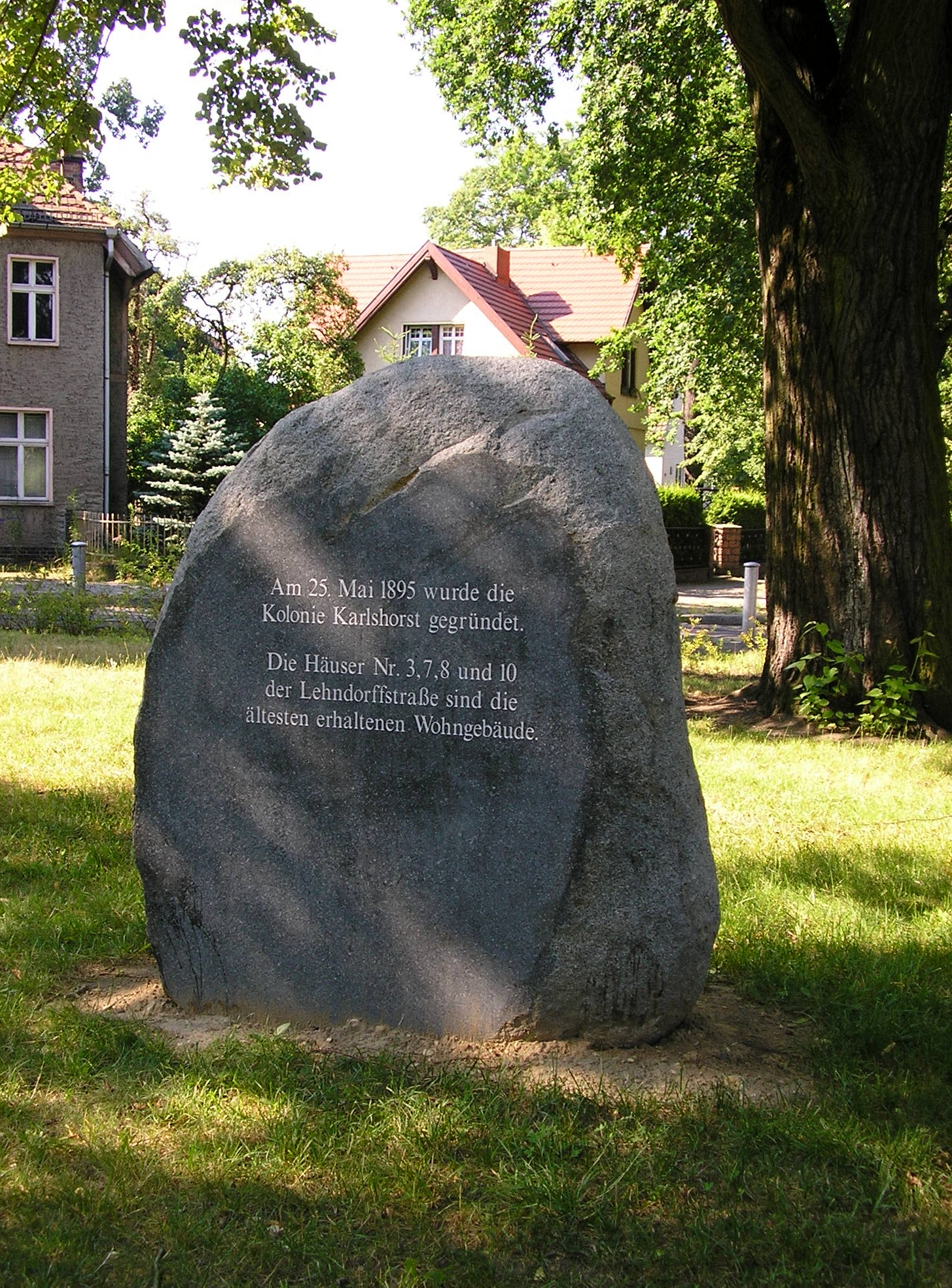
Gedenkstein zur Gründung von Karlshorst

Die erste urkundliche Erwähnung von Karlshorst erfolgte am 11. September 1825 als Vorwerk Carlshorst. Benannt wurde es nach dem Vornamen Carl von Treskows, dem Besitzer des Ritterguts Friedrichsfelde, der das Vorwerk auf seinem Grund anlegte, und dem Flurnamen ‚Horst‘. Als eigentliches Gründungsdatum gilt jedoch der 25. Mai 1895, als mit der Kolonie Karlshorst die ersten Wohnhäuser im heutigen Prinzenviertel errichtet wurden. Vier denkmalgeschützte Häuser in der Lehndorffstraße sind die ältesten Gebäude des Ortsteils. Die nachfolgende Bebauung, zunächst westlich der heutigen Treskowallee, vollzog sich nach den grundlegenden Vorstellungen von Oscar Gregorovius über mehrere Jahrzehnte je nach der Finanzlage der Grundstückskäufer. Bereits 1894 war die heutige Trabrennbahn Karlshorst als Galopprennbahn für Hindernis- oder Jagdrennen eröffnet worden; Jagdrennen hatten bereits in den Jahrzehnten davor in freier Natur stattgefunden.
Die Schreibweise Karlshorst (‚K‘ statt ‚C‘) wurde am 24. Juni 1901 offiziell festgelegt.

### Vom Anfang des 20. Jahrhunderts bis April 1945
Nach der Fertigstellung des Bahnhofs Karlshorst 1902 konnte man sowohl Berlin als auch das Naherholungsgebiet um den Müggelsee in Köpenick problemlos und schnell erreichen. So wurde die Villenkolonie schnell zu einem der beliebtesten Vororte der Hauptstadt und wurde oft als „Dahlem des Ostens“ bezeichnet. Bereits vor dem Ersten Weltkrieg wurde auch östlich der Treskowallee das Gebiet bis zur Waldowallee bebaut.
Bis 1920 war Karlshorst Bestandteil der Gemeinde Friedrichsfelde. Mit dem Inkrafttreten des Groß-Berlin-Gesetzes wurde Karlshorst am 1. Oktober 1920 ein Ortsteil des Berliner Bezirks Lichtenberg.
Nach Plänen des Architekten Peter Behrens entstand zwischen 1919 und 1921 südwestlich der Niederschlesisch-Märkischen Eisenbahnstrecke die Waldsiedlung mit zweigeschossigen Ein- bis Vierfamilienhäusern sowie Hausgärten und Stallungen für Kleintierhaltung.
Um 1930 wurde das St.-Antonius-Hospital der Marienschwestern in der Köpenicker Allee 39–57 erbaut. Es lag in einem 48.000 m² großen Waldgrundstück und gehörte damals mit 300 (später 375) Betten, vier Operationssälen und Patientenzimmern mit Radios und Kopfhörern zu den modernsten Krankenhäusern Deutschlands. Offene und gedeckte Liegeterrassen mit einer Fläche von 4000 m², vorrangig für Tuberkulosekranke, dienten der Frischlufttherapie. Freiluftgymnastik und Diäten wurden therapiebegleitend angeboten. 1945 wurde das Gelände für die sowjetischen Streitkräfte geräumt, in deren Sperrgebiet das Krankenhaus nun lag. Nach der Verkleinerung des Sperrgebietes war dort seit 1963 das DDR-Ministerium für Land-, Forst- und Nahrungsgüterwirtschaft untergebracht. Nach der politischen Wende fiel das Krankenhausgelände in das Eigentum der katholischen Kirche zurück. Der Gebäudekomplex wurde umfassend rekonstruiert. Seitdem befindet sich hier die Katholische Hochschule für Sozialwesen Berlin (KHSB).
In der Zeit des Nationalsozialismus wurde 1936–1938 die Pionierschule I der Wehrmacht an der Zwieseler Straße mit etwa 20 Einzelgebäuden errichtet, darunter ein großes Hörsaalgebäude und ein Hochbunker. Sie diente der Offizierausbildung. 1942 wurde sie in Festungspionierschule umbenannt.

### 1945–1994

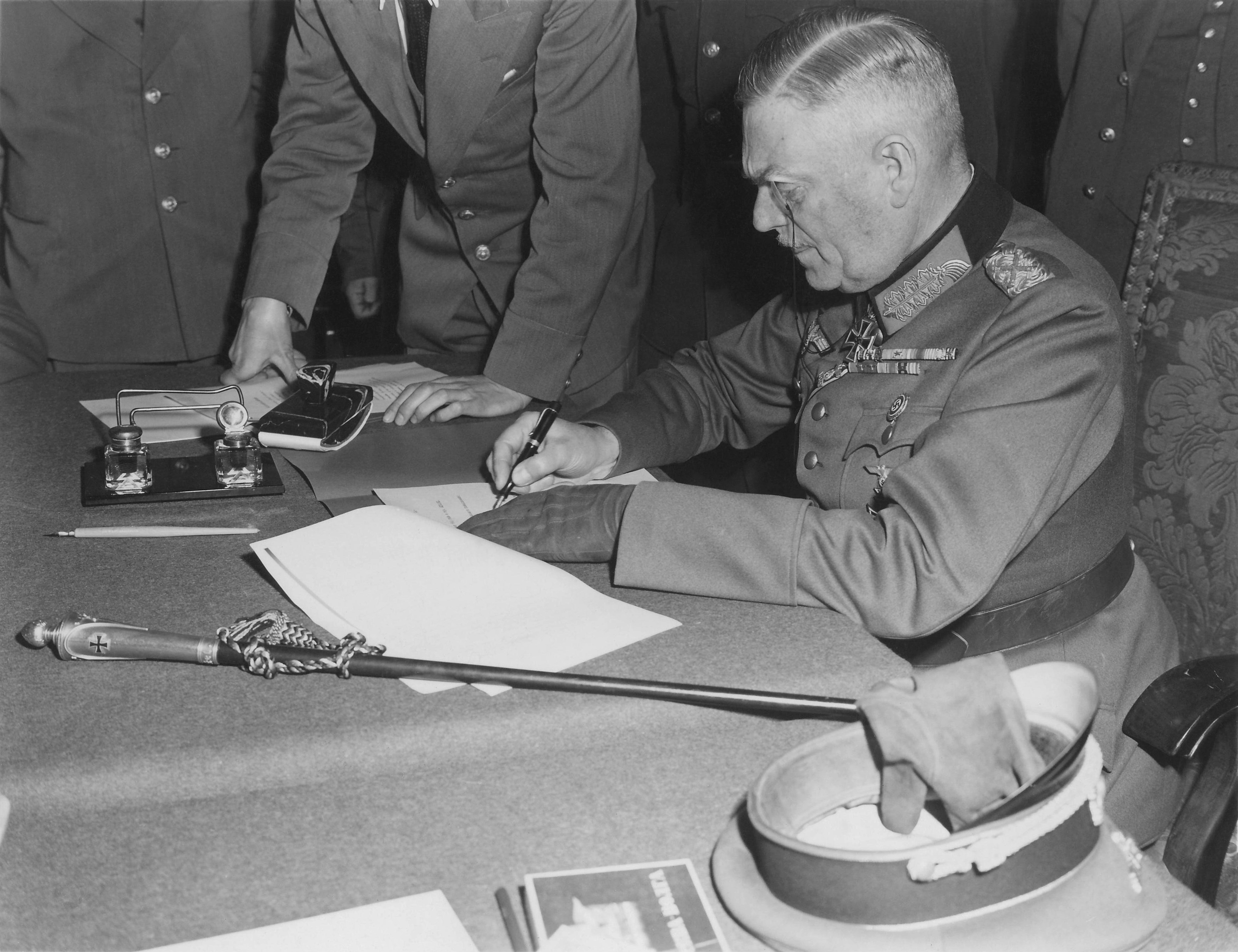
Generalfeldmarschall Wilhelm Keitel unterzeichnet am 9. Mai 1945 im Offizierskasino der Festungspionierschule Karlshorst die bedingungslose Kapitulation Deutschlands

In der Nacht vom 8. zum 9. Mai 1945 wurde in Karlshorst im Offizierkasino der Festungspionierschule, wo sich während der Schlacht um Berlin das Hauptquartier der 5. Stoßarmee der Roten Armee befand, die bedingungslose Kapitulation der Wehrmacht unterzeichnet. Die Gebäude dienten dann bis 1949 als Hauptquartier der SMAD und später der Sowjetischen Kontrollkommission bis zu deren Auflösung 1953. Daneben befand sich im Hauptgebäude der ehemaligen Pionierschule bis zum vollständigen Truppenabzug 1994 die KGB-Zentrale Karlshorst als weltweit größte Zentrale des KGB außerhalb der Sowjetunion. Bevor die KGB-Zentrale dort eingerichtet wurde, war sie in einem anderen Objekt des großen Sperrgebietes Karlshorst untergebracht.
Der nördliche Bereich von Karlshorst beiderseits der Treskowallee wurde noch im Mai 1945 zu großen Teilen sowjetisches Sperrgebiet. Tausende Karlshorster mussten innerhalb von 24 Stunden ihre Wohnungen verlassen. Die im Sperrgebiet stehenden Kirchen, die katholische Pfarrkirche St. Marien und die evangelische Pfarrkirche Zur frohen Botschaft, wurden von den Militärs entwidmet und meist zu Lagerzwecken benutzt.
Im Jahr 1949 wurde das besetzte Gebiet auf die östlich der Treskowallee gelegenen Straßen und Plätze verkleinert. Ein Laden der sowjetischen Militärhandelsorganisation Wojentorg (im Volksmund Russenmagazin genannt) avancierte in dieser Zeit zu einer Einkaufsmöglichkeit mit moderaten Preisen und ohne Lebensmittelkarten. In den folgenden Jahren wurde die Sperrmauer von der Magistrale zurückgezogen und das Sperrgebiet weiter verkleinert, bis es 1963 nur noch einen Bereich rund um die ehemalige Festungspionierschule umfasste. Im Gebäude, in dem die Kapitulation der deutschen Wehrmacht besiegelt worden war, richtete die DDR 1967 in Zusammenarbeit mit der Regierung der Sowjetunion das Museum der bedingungslosen Kapitulation des faschistischen Deutschland im Großen Vaterländischen Krieg 1941–1945 ein. Daraus entstand ab 1991 das Museum Berlin-Karlshorst, das der Kapitulation und der Entwicklung der deutsch-sowjetischen Beziehungen seit 1945 gewidmet ist. Als neuer Standort für die in Karlshorst stationierten Truppen wurde ein größeres Areal südlich der Trabrennbahn mit Kasernen bebaut und mit einer Mauer umgeben. Dazu kamen in den 1970er Jahren für die Offiziere und deren Familien noch einige Plattenbauten, die nach 1994 abgerissen wurden.
Im Jahr 1950 wurde im Gebäude des früheren Kant-Gymnasiums an der Treskowallee 8 die Hochschule für Planökonomie eröffnet. Sie wurde 1954 in Hochschule für Ökonomie (HfÖ) umbenannt und bestand bis 1991. Heute befindet sich hier der Campus Treskowallee der Hochschule für Technik und Wirtschaft.
Die Protokollstrecke für Staatsgäste der DDR zwischen dem Flughafen Schönefeld und der Berliner Innenstadt führte über die Treskowallee, die von 1961 bis 1992 Hermann-Duncker-Straße hieß.
Karlshorst war in der DDR Sitz zahlreicher Botschaften und Wohnort vieler ausländischer Diplomaten.
Gemäß den Bestimmungen des Zwei-plus-Vier-Vertrages wurden 1994 die letzten russischen Soldaten aus Karlshorst abgezogen.

### Nach 1994
Umfangreiche Sanierungsmaßnahmen an den Wohnhäusern und der Ausbau der Infrastruktur führten ab 1994 dazu, dass sich Karlshorst wieder zu einem gefragten Wohngebiet entwickelte. Der Erhalt der Trabrennbahn, der Neubau vieler Ein- und Zweifamilienhäuser und zahlreiche neue Siedlungsprojekte, u. a. der Wohnpark Carlsgarten, sind dabei besonders erwähnenswert. Auf Teilen des ehemaligen Militärgeländes entstand seit 2010 ein neues Wohngebiet namens Gartenstadt Karlshorst mit drei Quartieren (Am Biesenhorster Sand, Am Stadtgarten, An der Promenade). Bis 2031 werden hier an der Köpenicker Allee weitere 526 Wohneinheiten errichtet.
Zwischen Blockdammweg, Trautenauer Straße und Hönower Wiesenweg errichtet das Unternehmen Bonava seit 2020 ein Wohngebiet mit Namen Parkstadt Karlshorst.
Für das Gebiet Karlshorst-Ost wurde im Auftrag des Bezirksamtes Lichtenberg ein Rahmenplan erstellt, der kurz-, mittel- und langfristige Maßnahmen des Städtebaus und der Stadterneuerung enthält.
Für die Trabrennbahn gibt es ein Bebauungskonzept mit Umwidmung von Sport- und Grünflächen zu Bauland für Wohnungsbau, das in der Bevölkerung sehr umstritten ist.

## Bevölkerung
Bei der Volkszählung von 1895 hatten die Kolonie Karlhorst 173, das Vorwerk Karlshorst 25 und die Trainieranstalt Karlshorst 16 Einwohner. Zehn Jahre später wurden bei der Volkszählung von 1905 für die Kolonie Karlhorst 6.160 und für das Vorwerk Karlshorst 50 Einwohner verzeichnet. Für die Folgezeit sind bis 1946 keine Einwohnerzahlen verfügbar, da Karlshorst erst nach dem Zweiten Weltkrieg zu einem offiziellen Ortsteil wurde und seine Einwohnerzahlen bis dahin in den Zahlen für Friedrichsfelde enthalten waren.
Karlshorst weist seit den 2000er Jahren besonders durch den Zuzug junger Familien ein rasches Bevölkerungswachstum auf. Zwischen 2007 und 2024 stieg die Einwohnerzahl um 53 Prozent.
| Jahr | Einwohner |
| ---- | --------- |
| 1946 | 13.384    |
| 1950 | 17.421    |
| 1963 | 24.910    |
| 1991 | 18.040    |
| 2000 | 19.455    |

| Jahr | Einwohner |
| ---- | --------- |
| 2007 | 20.826    |
| 2010 | 21.720    |
| 2015 | 26.003    |
| 2020 | 28.206    |

| Jahr | Einwohner |
| ---- | --------- |
| 2021 | 28.370    |
| 2022 | 30.268    |
| 2023 | 30.913    |
| 2024 | 31.890    |

Quelle 1946–1963: Statistisches Jahrbuch der DDR 1964, S. 24
Quelle ab 2007: Statistischer Bericht A I 5. Einwohnerregisterstatistik Berlin. Bestand – Grunddaten. 31. Dezember. Amt für Statistik Berlin-Brandenburg (jeweilige Jahre)

## Sehenswürdigkeiten

### Bauten
Vom Beginn des 20. Jahrhunderts an gehörte die 1894 eröffnete heutige Trabrennbahn Karlshorst zu den wichtigsten Attraktionen des Ortes und war ein wesentlicher Faktor bei dessen Aufschwung.
Die evangelische Kirche Zur frohen Botschaft, die zwischen 1909 und 1910 erbaut und 1956 nach der Rückgabe durch die Sowjetarmee neu eingeweiht wurde, birgt die bekannte Amalien-Orgel. Sie wurde von 1753 bis 1755 von Johann Peter Migendt für die Prinzessin Anna Amalia von Preußen, die Schwester Friedrichs des Großen, gebaut und ist die älteste erhaltene Orgel Berlins. Sie wurde 2009/2010 umfassend restauriert. Die Kirche befindet sich in der Weseler Straße 6.
Die katholische Pfarrkirche St. Marien ist ein denkmalgeschützter Kirchenbau in neoromanischen Formen aus den Jahren 1935 bis 1937. Sie diente nach 1945 vorübergehend als Depot der Sowjetarmee und wird seit 1949 wieder als Gotteshaus genutzt. Sie befindet sich in der Gundelfinger Straße 37.
Das Museum Berlin-Karlshorst befindet sich im ehemaligen Offizierskasino der Heerespionierschule I der Wehrmacht in der Zwieseler Straße 4. An dem historischen Ort wurde in den Morgenstunden des 9. Mai 1945 die bedingungslose Kapitulation der Wehrmacht vollzogen. Die Dauerausstellung des Museums informiert über den Deutsch-Sowjetischen Krieg 1941–1945.
Das Theater Karlshorst am Johannes-Fest-Platz ist der erste Nachkriegs-Theaterneubau in Deutschland. Es wurde 1948/49 als Reparationsleistung Deutschlands für die Sowjetunion errichtet und diente bis 1994 als Kulturstätte für Angehörige der Sowjetarmee, die in Karlshorst stationiert waren.

### Straßen in Karlshorst

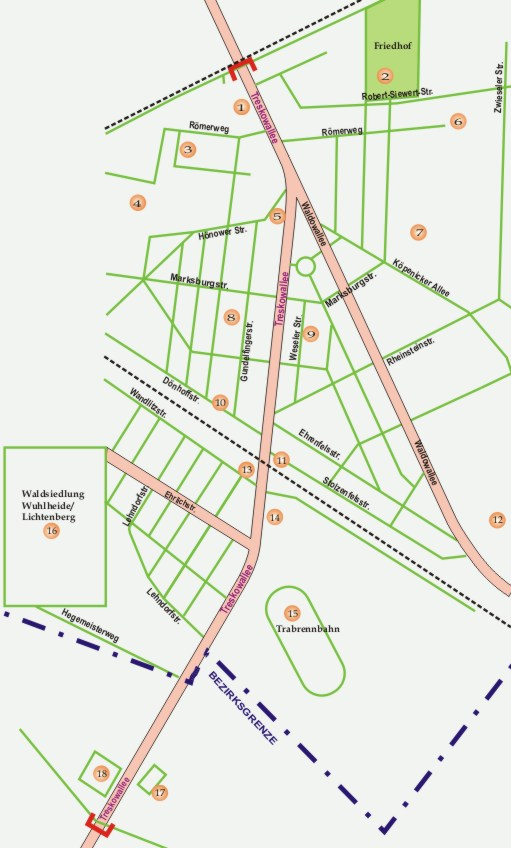
Übersicht der wichtigsten Straßen im Ortsteil Karlshorst; Ziffern im nebenstehenden Text erläutert

#### Straßennamen
Die ersten Straßen der Kolonie trugen Namen von Mitgliedern der kaiserlichen Familie, daher auch die heute noch gebräuchliche Bezeichnung Prinzenviertel für das südlich der S-Bahn gelegene Wohnviertel. Die später angelegten Straßenzüge nördlich der S-Bahn erhielten Namen nach Persönlichkeiten aus Karlshorst sowie nach Städten oder Burgen am Rhein (Boppard, Marksburg, Stolzenfels). Mehrere Straßen wurden in der DDR nach Widerstandskämpfern gegen den Nationalsozialismus benannt. So wurde die frühere Ohm-Krüger-Straße 1975 in Johannes-Zoschke-Straße umbenannt. Die Rheinsteinstraße hieß von 1976 bis 1992 Fritz-Schmenkel-Straße. Die Warmbader Straße bekam 1976 den Namen Robert-Siewert-Straße nach dem Antifaschisten Robert Siewert und trägt diese Bezeichnung noch heute. Die Treskowallee hieß von 1961 bis 1992 Hermann-Duncker-Straße nach dem Rektor der Gewerkschaftshochschule „Fritz Heckert“ Hermann Duncker.
Bis zum Jahr 2022 entstanden auf früheren Brachflächen oder militärischen Arealen komplette neue Wohnanlagen mit den entsprechenden Erschließungsstraßen.

#### Erwähnenswertes in ausgewählten Straßen
Die Auflistung der Straßen erfolgt von Norden nach Süden:
- Treskowallee (Kreise 1, 14, 15, 17, 18)
- Gregoroviusweg: benannt nach dem Baumeister Oscar Gregorovius, der für die Entstehung von Karlshorst Wesentliches geleistet hat
- Römerweg: (alle Kreis 3)
  - 30–32: Gebäude des Hans-und-Hilde-Coppi-Gymnasiums, steht unter Denkmalschutz.[26] Zu DDR-Zeiten befanden sich im Schulgebäude eine Büste Hans Coppis und eine Gedenktafel für Hans Coppi und seine Frau Hilde.[27][28]
  - 36–38: Gedenktafel für Robert Siewert
  - 40: Gedenktafel für Siegfried Berger
- Robert-Siewert-Straße 67: (Kreis 2) Karlshorster und Neuer Friedrichsfelder Friedhof mit Kapelle[29] und Grabmalen von Oscar Gregorovius,[30] Georg Knorr, Peter Borgelt, Heinrich Dathe, Paul Noack-Ihlenfeld, Carl Ulitzka und Werner Golz
- Rheinpfalzallee 82–90: Berliner Dienstsitz des Zollkriminalamtes

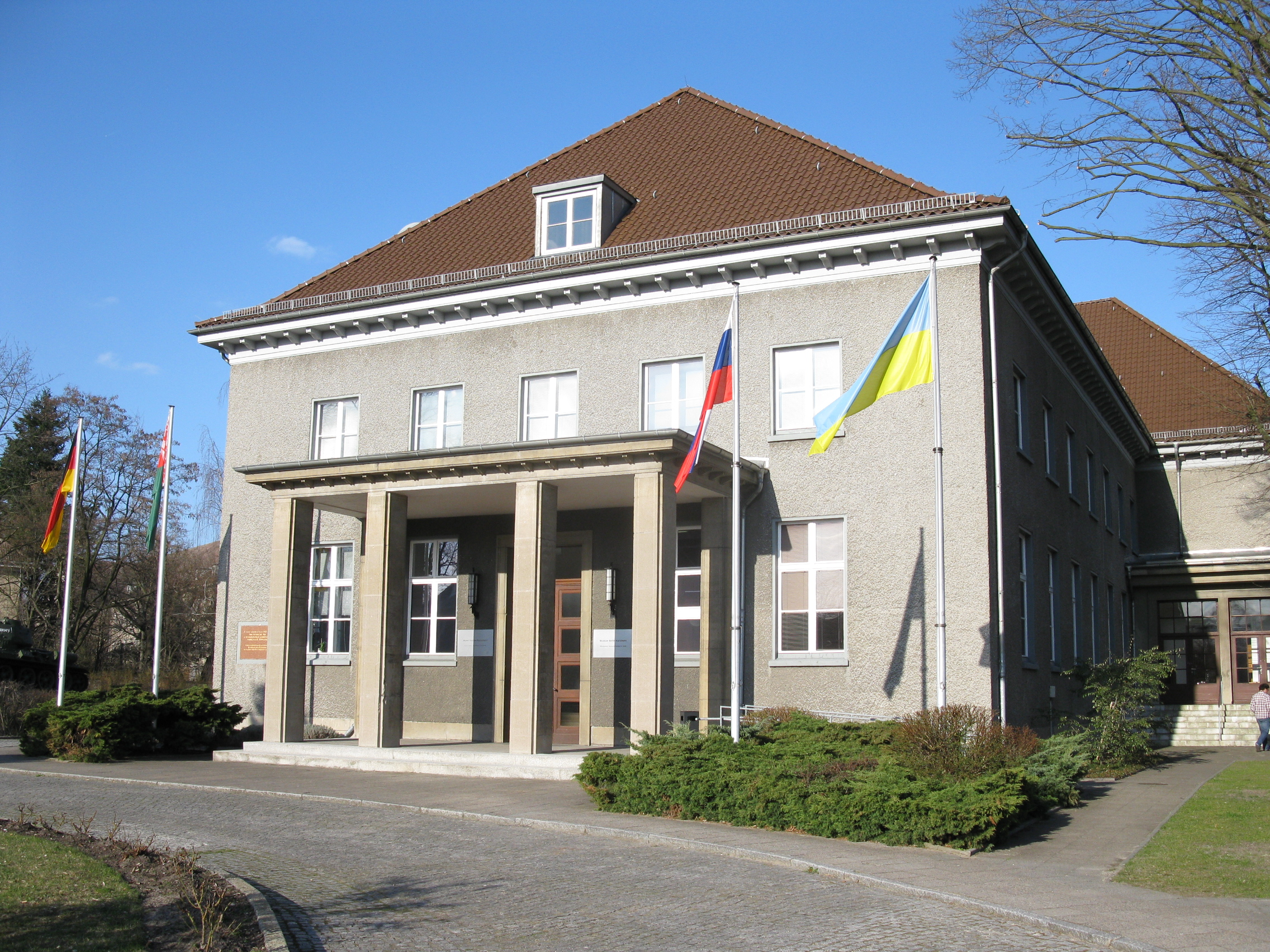
Museum Berlin-Karlshorst in der Zwieseler Straße

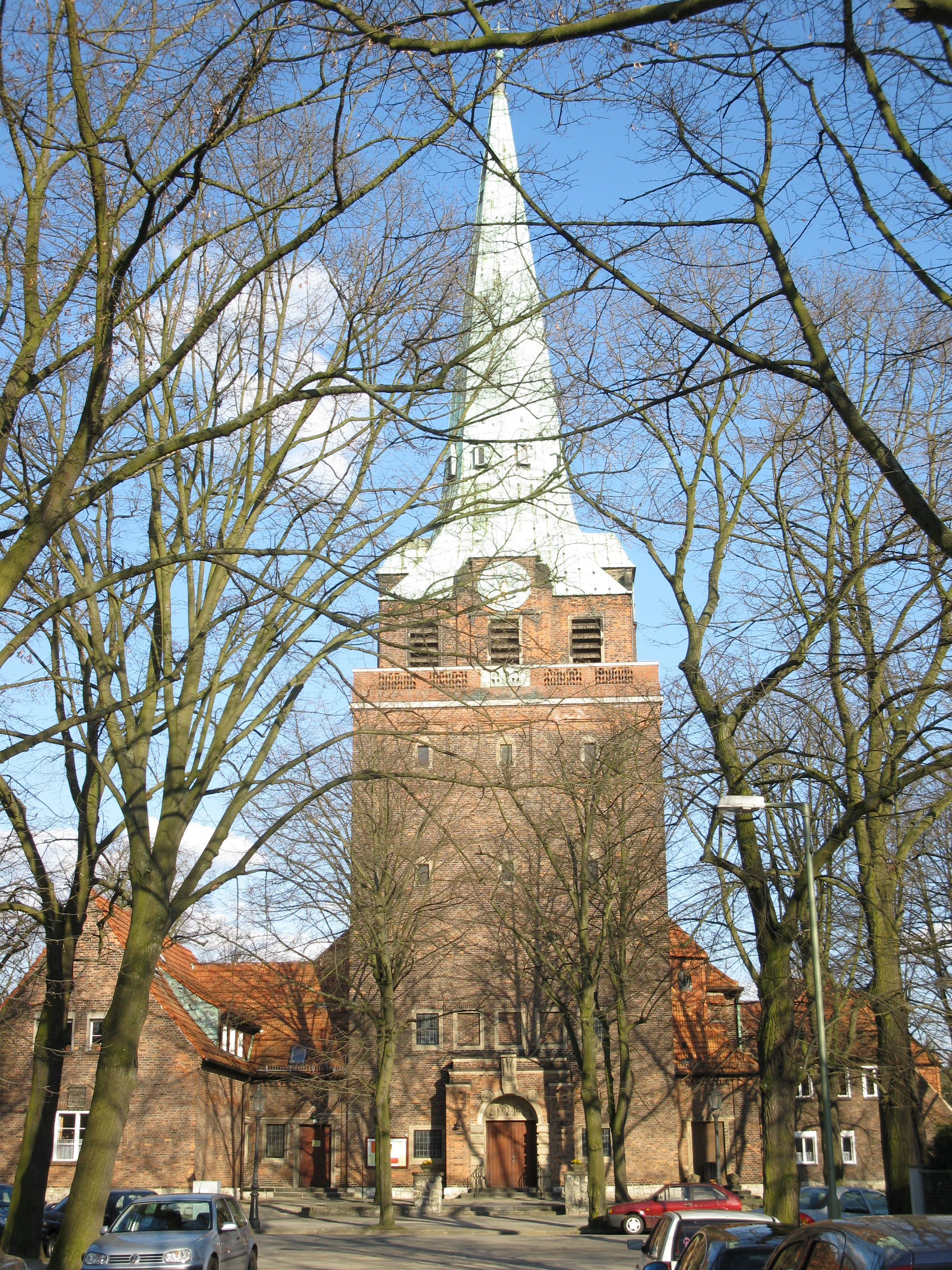
Evangelische Kirche Zur frohen Botschaft in der Weseler Straße

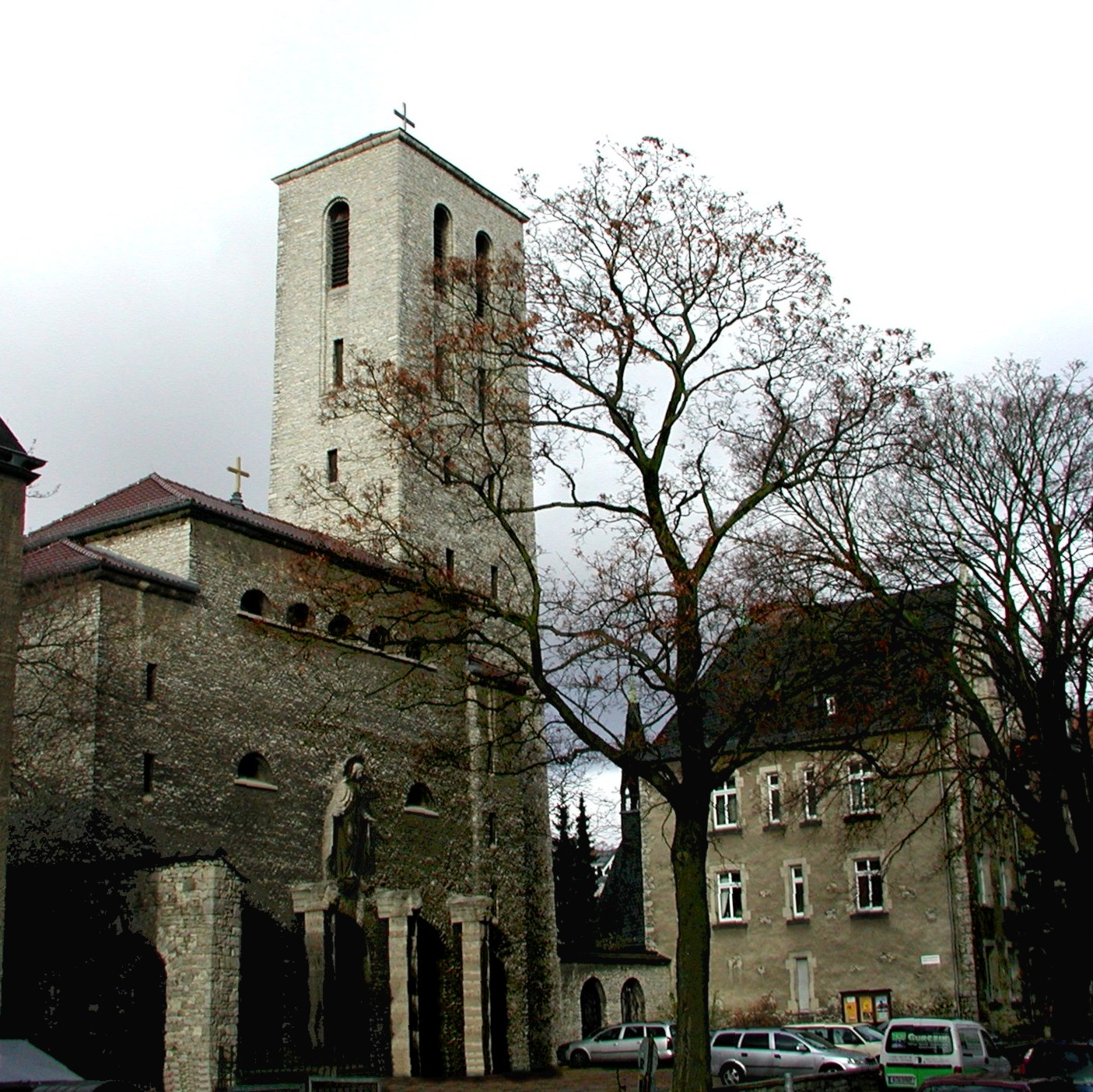
Katholische Kirche St. Marien und Gemeindehaus in der Gundelfinger Straße

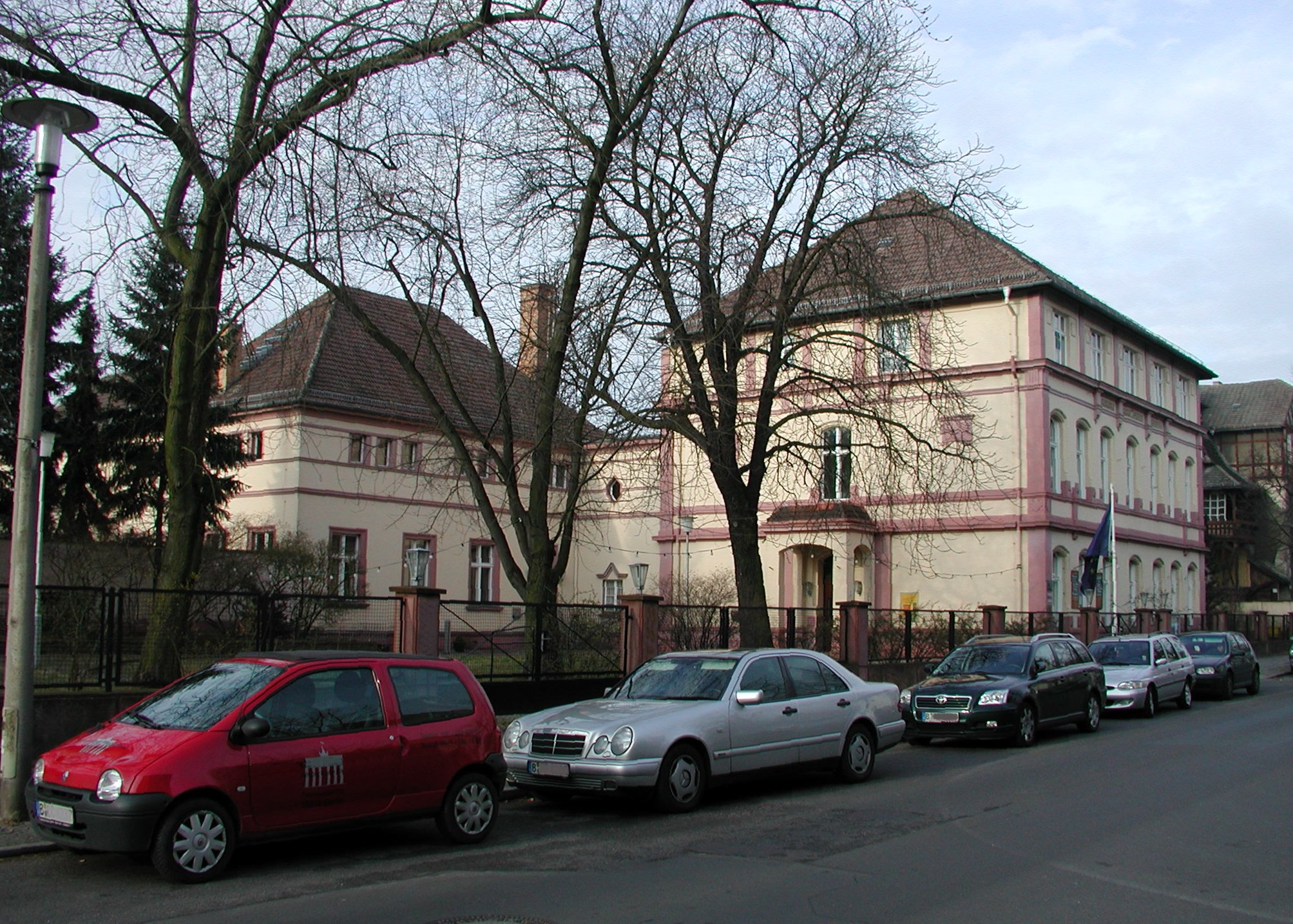
Portland-Cement-Haus in der Dönhoffstraße

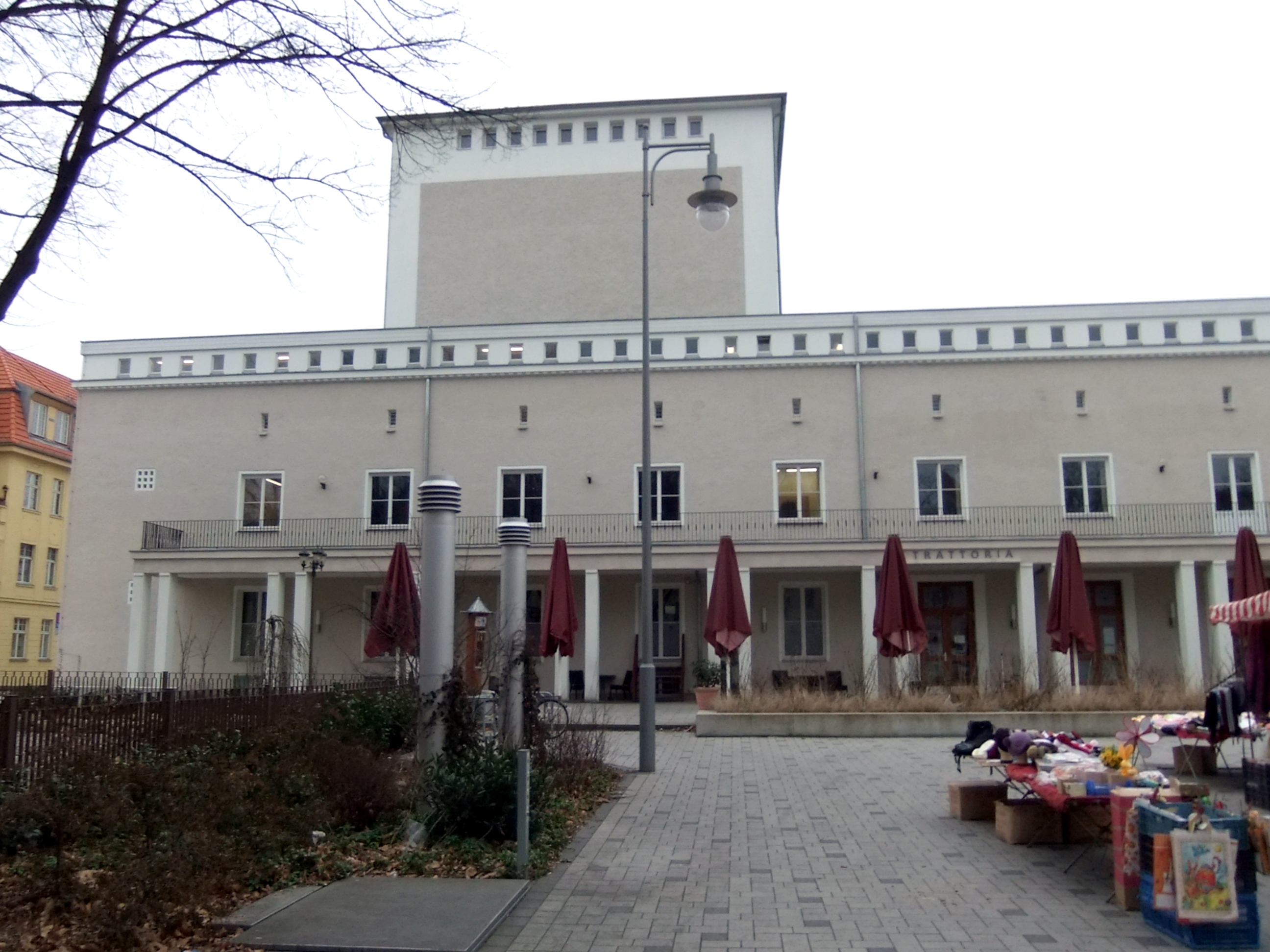
Theater Karlshorst in der Ehrenfelsstraße

- Zwieseler Straße 4, 6–50: Ehemalige Pionierschule aus den Jahren 1936–1938 mit rund 20 Kasernengebäuden, Offizierskasino, Hörsaalgebäude, zwei Pförtnerhäuschen, Villa des Kommandeurs, Turn- und Schwimmhalle[31][32] und Hochbunker. Das Ensemble gilt als eine der wenigen fast vollständig erhaltenen Militäranlagen der deutschen Wehrmacht. Nach dem Krieg während der Nutzung von Karlshorst für die SMAD dienten die Gebäude dem sowjetischen Geheimdienst KGB. Das Offizierskasino wurde 1967 als Museum eröffnet (siehe oben). Gebäude und Bunker stehen unter Denkmalschutz.[33][34]
 Von 1994 bis Anfang Januar 2010 standen die geräumten Unterkünfte leer, ein Ausbau und damit eine Nutzung als Wohnsiedlung für die neuen Bundesbediensteten wurde geplant, wegen mangelnder Nachfrage aber nicht realisiert.
 Schließlich konnte im Januar 2010 zwischen einem niedersächsischen Rentenfonds, der Projektentwicklungsgesellschaft Desakon und der BVV Lichtenberg ein Kaufvertrag abgeschlossen werden. Die Vereinbarung sieht die Umgestaltung des Geländes in einen Wohnpark mit Eigentumswohnungen vor allem für junge Familien vor. Die ersten Häuser waren Ende 2010 bezugsfertig.[35][36] Das Museum bleibt erhalten. (Kreis 6)
- Hönower Straße, Ecke Treskowallee: 2013–2015 entstand auf dem 27.000 m² großen Areal eines ehemaligen Studentenwohnheims der Hochschule für Ökonomie (Treskowallee 20–24) das Wohnquartier Treskow-Höfe mit 414 Mietwohnungen. Das Eckhaus Treskowallee 26 war von 1952 bis 1973 Sitz der chinesischen Botschaft, dann bis 1977/78 der Botschaften Irans und Mexikos, 1983–1989 der libyschen Botschaft, etwa 15 Jahre stand es leer. Inzwischen ist es ein Büro- und Geschäftshaus (Kreis 5).
- Waldowallee: Straßenname zu Ehren von Wilhelm von Waldow
  - 15: Gedenktafel für Hannes Hegen[37]
  - 117: Bundesamt für Strahlenschutz
  - Östlich der Köpenicker Allee schließen sich weitere Denkmalensembles an: das ehemalige St.-Antonius-Hospital[38] sowie sechs Flugzeughallen der ehemaligen Fliegerstation Berlin-Friedrichsfelde (Kreis 7).
- Weseler Straße: Evangelische Kirche Zur frohen Botschaft (Kreis 9)
- Gundelfinger Straße: (alle Kreis 8)
  - 10/11: Alte Schule Karlshorst
  - 36: Gedenktafel für Bernhard Lichtenberg[39]
  - 37: Katholische Kirche St. Marien und Gemeindehaus
  - 42–45 und 52–54: Wohnhäuser unter Denkmalschutz[40][41]
- Marksburgstraße 46–52: Doppelhäuser aus den Jahren um 1900[42]
- Dönhoffstraße: Straßenname seit 1898 nach August von Dönhoff (alle Kreis 10)
  - 3: als Fachwerkhaus errichtete historische Apotheke
  - 11: Wohnhaus von Hedwig Courths-Mahler mit Gedenktafel
  - 31: Feuerwache von 1905[43]
  - 39: Portland-Cement-Haus, ehemaliges Laboratorium des ‚Vereins deutscher Portland-Cement-Fabrikanten‘. Das 1901 für das ‚Cement-Labor‘ errichtete Gebäude (Erweiterungen 1927) diente nach dem Zweiten Weltkrieg zunächst der Botschaft Algeriens, dann der Mongolei. Unter einem Garten ist ein Luftschutzraum aus dem Zweiten Weltkrieg verborgen. Heute Wohn- und Bürohaus.[44][45]
- Stolzenfelsstraße 1–9: Mietvillen und -häuser von 1910/1911 und 1929 unter Denkmalschutz[46] (alle Kreis 11)
- Ehrenfelsstraße 2–4: Theater Karlshorst. Der grau verputzte Bau mit einer Grundfläche von etwa 1600 m² wurde nach dem Zweiten Weltkrieg als deutsche Reparationsleistung für Angehörige der Roten Armee errichtet und diente als Offiziers-Kasino. Nach dem Abzug der russischen Armee wurde es bis etwa 2000 durch das Theater Karlshorst bespielt. Das Bauwerk ist ein Beispiel für einfache Funktionsbauten der Nachkriegszeit und deshalb unter Denkmalschutz gestellt.[47][48] Die Berliner Wohnungsbaugesellschaft HOWOGE (Hohenschönhauser Wohnungs-Gesellschaft) erwarb die Immobilie und ließ Teile des Gebäudes über einen größeren Zeitraum umfassend sanieren. Im September 2009 zog als neuer Mieter die Schostakowitsch-Musikschule in mehrere Räume, die damit die Nutzung im gegenüberliegenden Kulturhaus Karlshorst aufgab. Bühne, Zuschauerraum und Foyers sind jedoch seit 2008 ungenutzt. Im Jahr 2018 wurde das Gebäude in das Vermögen der Stiftung Stadtkultur der HOWOGE[49] übertragen. Es wird ab 2024 restauriert, saniert und umgebaut und soll voraussichtlich 2026 als multifunktionaler Veranstaltungsort unter dem Namen KAHO. Raum für Kultur wiedereröffnet werden.[50]
- Am Carlsgarten: Mit dem Namen des Großsiedlungsprojekts nahe der Trabrennbahn wird sowohl an die Historie des Ortsteils (Carlshorst) als auch an die grüne Umgebung (Garten) erinnert. Erste Erschließungsstraßen wurden 2005 angelegt, 2006 die ersten Häuser bezogen.[51] In Anlehnung an topografische und siedlungsgeschichtliche Überlieferungen Karlshorsts entstanden Straßen wie Am Birkenrevier, Rohrlake und Unterfeld .[52] Im März 2010 fasste die BVV Lichtenberg einen Beschluss zur Namensgebung von drei weiteren neuen Verkehrswegen. Sie wurden nach den Lichtenberger Kommunalpolitikern Frieda Rosenthal, Franz Stimming und Günter Riesebrodt benannt.[53]
- Ehrlichstraße 12/12a: Standort des früheren Wohnhauses von Oscar Gregorovius mit einer vom Bildhauer Achim Kühn 1998 angefertigten Gedenktafel
- Wildensteiner Straße 10: Hl.-Sergius-von-Radonezh-Kirche und Sitz der Berliner Diözese der Russischen Orthodoxen Kirche des Moskauer Patriarchats
- Stühlinger Straße 15: Gedenktafel für Joachim Lipschitz[54]
- Lehndorffstraße 3, 7/8 und 10: Denkmalensemble mit Siedlungshäusern von 1895, Teil der einstigen Kolonie Carlshorst (Prinzenviertel).[55] Die damalige Kaiser-Wilhelm-Straße war die erste bebaute Straße in der Kolonie Karlshorst. Kaiser Wilhelm II. stiftete die ersten beiden Häuser.[56]
- Liepnitzstraße 46: Gedenktafel für Ernst Torgler[57]
- Seepark (zwischen Trautenauer Straße, Traberweg, Liepnitzstraße und Rödelstraße): 1913 um einen damals noch existierenden See angelegte Parkanlage, heute Grünanlage mit Bäumen sowie Spiel- und Bolzplatz
- Trautenauer Straße
  - 6: Gedenktafel für Erich Ollenhauer[58]

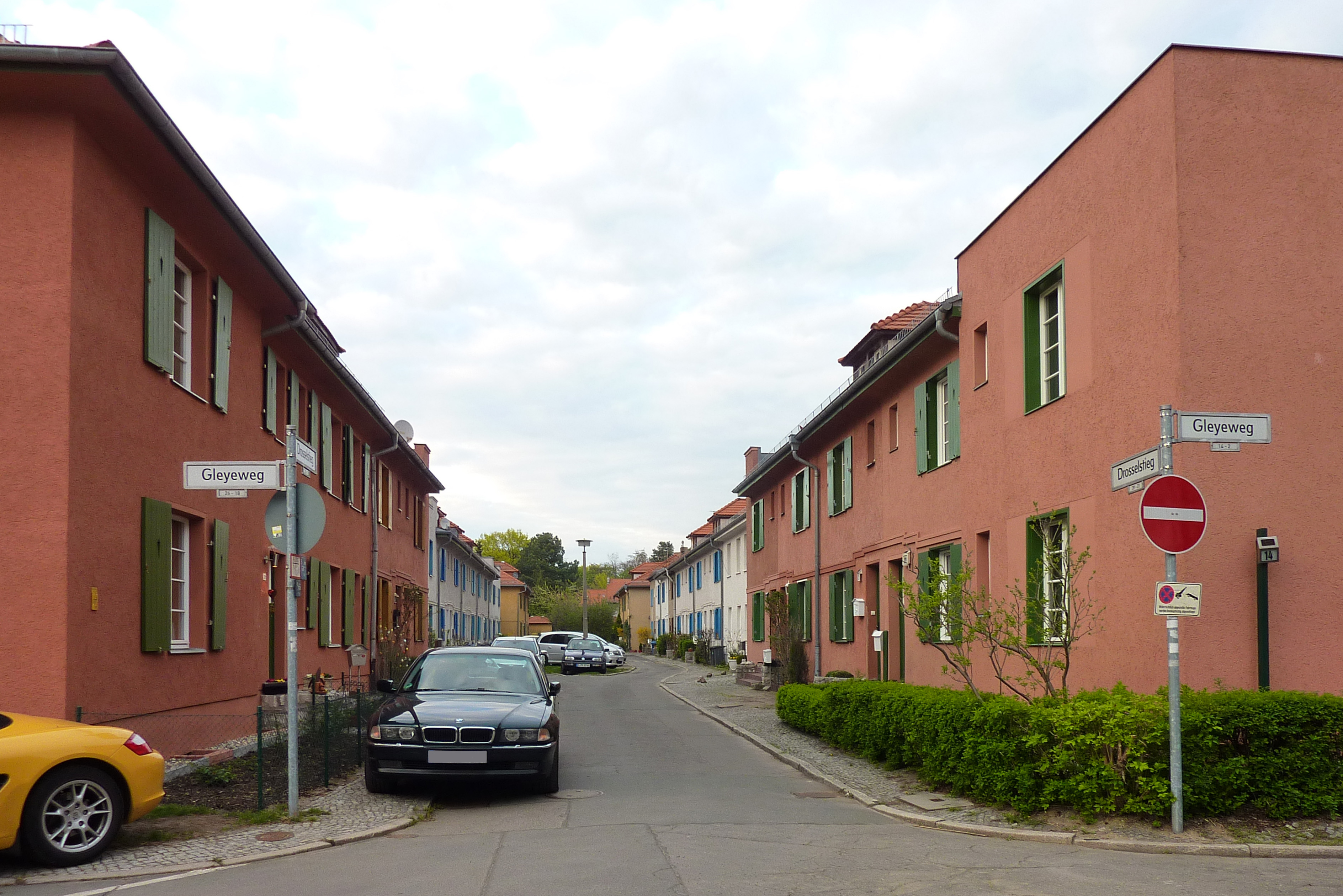
Waldsiedlung Wuhlheide

- - 40: Gartenarbeitsschule (bezirkliche Bildungseinrichtung): Hier eröffnete im April 1968 ein Zentralschulgarten, nachdem der Stadtbezirk Lichtenberg das Gelände einer Gärtnerei mit 12.600 m² Nutzfläche und sechs Gewächshäusern gekauft hatte. Seit 1991 ist das Gelände eine von 15 Berliner Gartenarbeitsschulen,[59] auf der sich Beete, Obstgärten, Gewächshäuser und ein Geräteschuppen befinden. In den Bäumen sind Nistkästen angebracht, Sitzecken laden zum Verweilen. Auf Informationstafeln erfahren die Besucher Wissenswertes zu Kartoffelsorten, dem Wasserkreislauf oder über einheimische Singvögel.[60]
- Waldsiedlung Wuhlheide: gelegen um den Hegemeisterweg mit Gleyeweg, Oskarstraße, in den Jahren 1919/1920 ausgeführte erste Etappe einer von Peter Behrens geplanten Siedlung von zweigeschossigen Reihenhäusern, die unter Denkmalschutz steht (Kreis 16).[61] Die zweite Etappe des Ausbaus erfolgte 1937, allerdings nicht nach den Originalplänen.

## Verkehr

### Individualverkehr
Hauptverkehrsstraße Karlshorsts ist die Treskowallee. Sie durchzieht den Ortsteil von Norden (Grenze zu Friedrichsfelde) nach Süden (Grenze zu Oberschöneweide). Zwei weitere wichtige Straßenverbindungen, die von der Treskowallee abzweigen, sind die Waldowallee in Richtung Köpenick und die Ehrlichstraße in Richtung Rummelsburg.

### Öffentlicher Nahverkehr

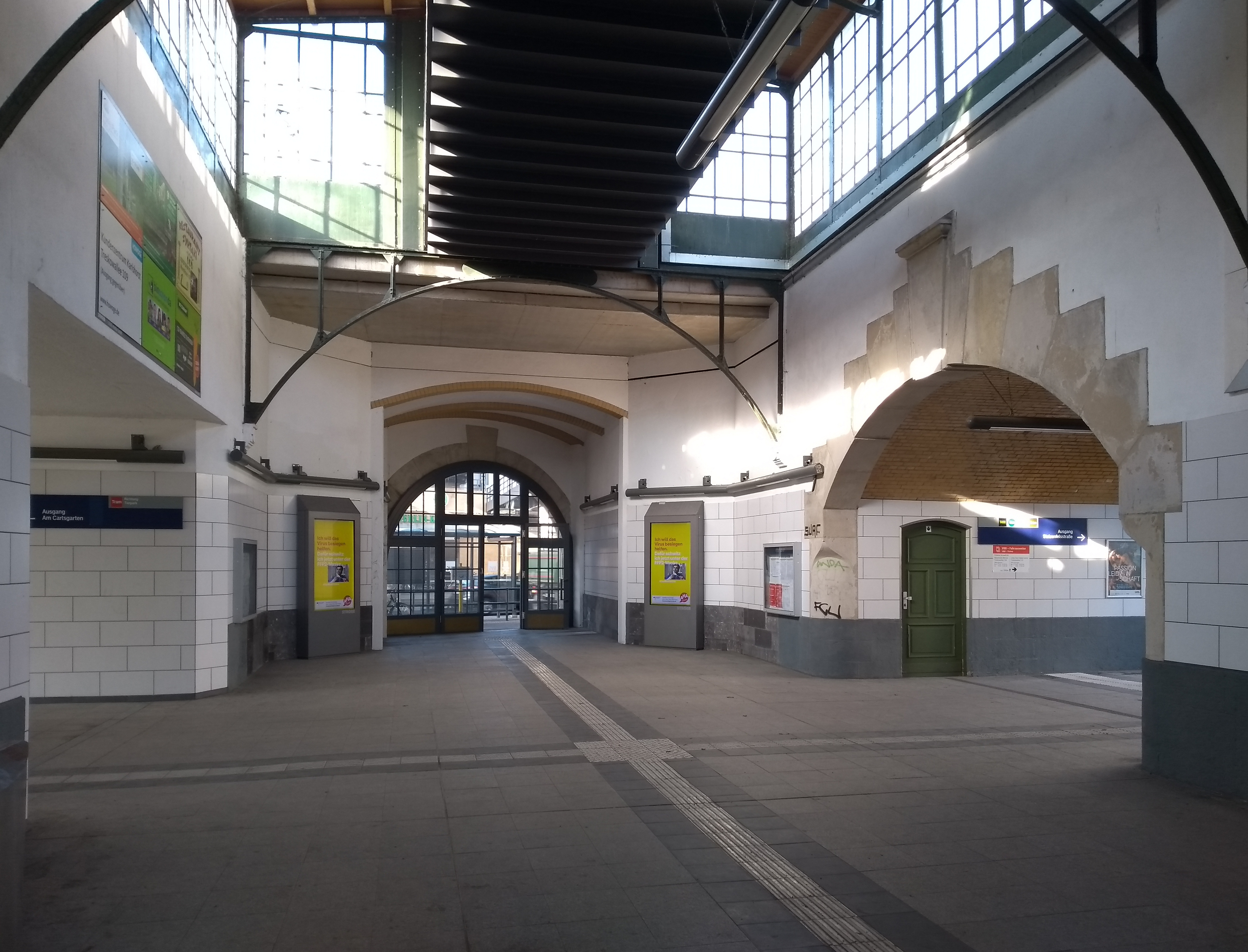
Bahnhof Karlshorst, Eingangshalle

Die S-Bahn-Linie S3 Spandau–Erkner durchquert Karlshorst von Nordwesten nach Südosten. Sie kreuzt die Treskowallee am S-Bahnhof Karlshorst. Von 1961 bis 2017 war Karlshorst auch Haltepunkt im Regionalverkehr von Berlin-Brandenburg.
In der langfristigen Verkehrsplanung Berlins war vorgesehen, Karlshorst an das Berliner U-Bahn-Netz anzuschließen. Die heutige U-Bahn-Linie U5, die 1973 bis zum Tierpark verlängert worden war, sollte unter der Treskowallee bis nach Schöneweide weitergeführt werden. Diese Trassenführung wurde allerdings verworfen, um die in den 1980er Jahren entstandenen Neubaugebiete in Hellersdorf an das Berliner Schnellbahnnetz anzuschließen. Die Linie U5 wurde demzufolge ab Tierpark nach Hönow gebaut.
Auf ganzer Länge der Treskowallee fahren die Straßenbahnlinien M17, 27 und 37. Die Linie 21 verkehrt vom Bahnhof Schöneweide kommend über Treskowallee – Ehrlichstraße – Blockdammweg. Die Wohngebiete des Ortsteils nördlich der S-Bahn-Trasse werden durch die Buslinien 296 und 396 erschlossen (Stand: 2024).

## Bildung

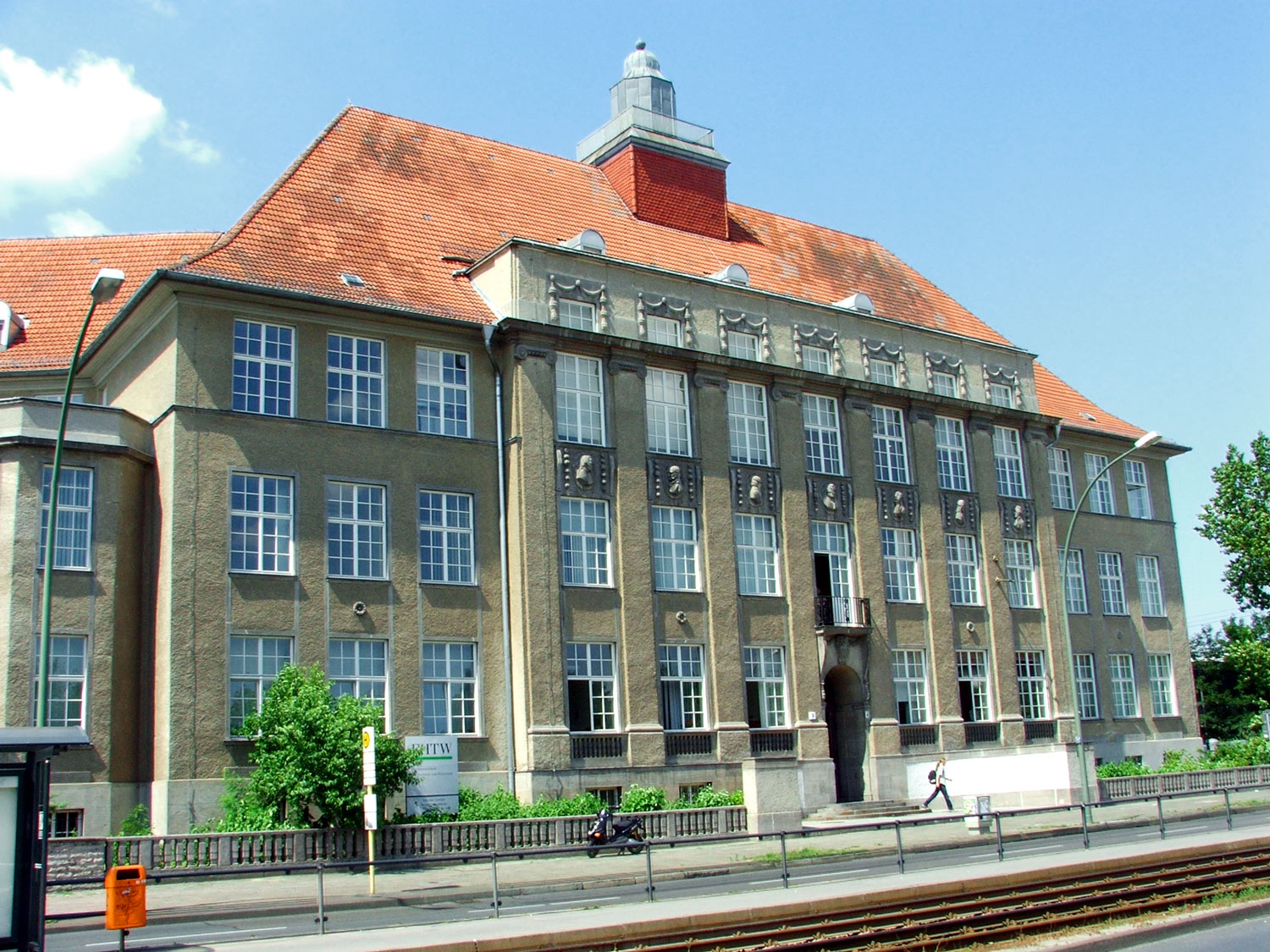
HTW-Hauptgebäude an der Treskowallee

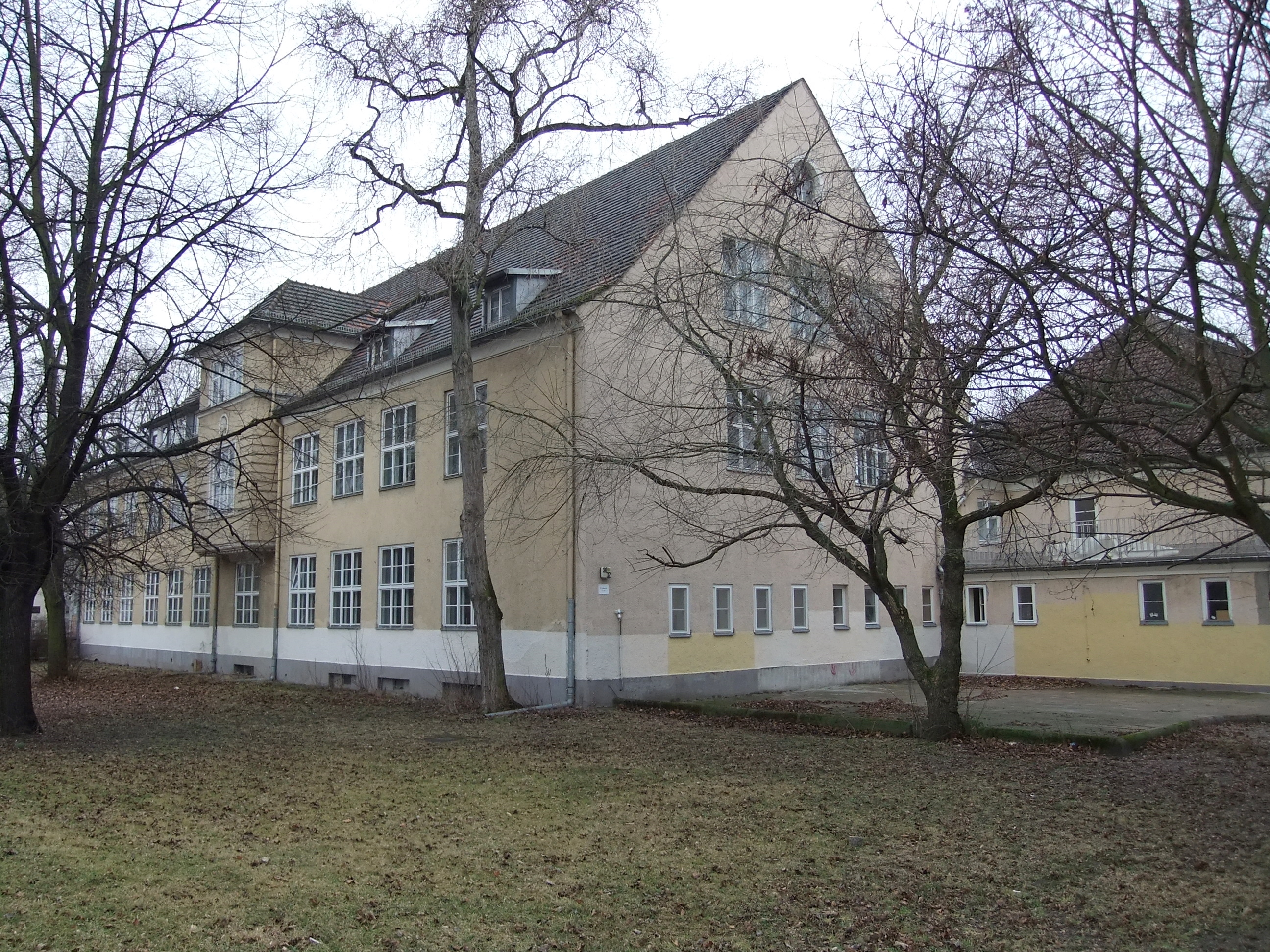
Hans-und-Hilde-Coppi-Gymnasium

Das schnelle Wachstum der Bevölkerung in Karlshorst nach 1900 machte den Bau mehrerer Schulen erforderlich. Bereits im Jahr 1899 war in der Gundelfinger Straße 10/11 eine Gemeindeschule eingeweiht worden. 1945–1994 befand sich hier die Schule für die Kinder der in Karlshorst stationierten sowjetischen Militärangehörigen.
1905 entstand in der Dönhoffstraße 9 eine Privatschule. An ihr wurden damals bereits Mädchen und Jungen gemeinsam unterrichtet. Sie wurde 1912 von der Gemeinde Friedrichsfelde übernommen und in die örtlichen Schulen Karlshorsts integriert.
- Hochschule für Technik und Wirtschaft Berlin (HTW), Campus Treskowallee, Treskowallee 8, hier wurde 1914 ein großer Schulkomplex errichtet (Kant-Realgymnasium und Marie-von-Ebner-Eschenbach-Lyzeum), in dem 1950–1991 die Hochschule für Ökonomie ihren Sitz hatte
- Katholische Hochschule für Sozialwesen Berlin, Köpenicker Allee 39–57, 1991 als Katholische Fachhochschule für Sozialpädagogik Berlin gegründet
- Hans-und-Hilde-Coppi-Gymnasium, Römerweg 30–32, 1937 als Volksschule mit vier Klassen für Jungen eröffnet, diente im Zweiten Weltkrieg 1940 als Lazarett, in der DDR zunächst 2. Grundschule, ab 1959 Hans-Coppi-Oberschule, seit 1994 Hans-und-Hilde-Coppi-Gymnasium
- Karlshorster Schule, Lisztstraße 6 (Grundschule), 1958 als 29. Oberschule eröffnet, ab 1971 Suche-Bator-Oberschule nach dem Gründer der mongolischen Volksrepublik Suche-Bator
- Lew-Tolstoi-Grundschule, Römerweg 120, 1967 als 15. Oberschule eröffnet, ab 1970 Valentina-Tereschkowa-Oberschule nach der Kosmonautin Walentina Tereschkowa, seit 1995 Lew-Tolstoi-Grundschule
- Richard-Wagner-Grundschule, Ehrenfelsstraße 36, 1978 als 3. Oberschule eröffnet, ab 1982 Alexander-Kotikow-Oberschule  nach dem ehemaligen sowjetischen Berliner Stadtkommandanten Alexander Kotikow, ab 1994 Richard-Wagner-Grundschule
- Kreativitätsgrundschule, Ehrlichstraße 63 (Privatschule), 1910 als Volksschule eröffnet, in der DDR 30. Grund- bzw. 30. Oberschule, ab 1981 M. W. Lomonossow-Oberschule, seit 2003 Kreativitätsgrundschule[63]
- Seepark-Grundschule, Blockdammweg 60, 2024 eröffnet[64]

Im ehemaligen Kulturhaus der Eisenbahner in der Wallensteinstraße 22 wurde 2009 das Institut Buhara, eine Imam-Schule, eingerichtet, in der rund 70 Schüler in einem siebenjährigen Studium zu islamischen Predigern ausgebildet werden.

## Persönlichkeiten

### Söhne und Töchter des Ortsteils
- Bruno Peterson (1900–1966), Verlagsleiter, Widerstandskämpfer gegen den Nationalsozialismus
- Hilde Neumann (1905–1959), Juristin
- Herta Grandt (1907–1985), Schriftstellerin
- Heinz Kiekebusch (1908–1971), Politiker (GB/BHE, CDU)
- Georg Dietrich (1909–1998), langjähriger Oberbürgermeister von Offenbach
- Günther T. Schulz (1909–1978), Werbegrafiker, Illustrator und Maler
- Heinrich Spliedt (1910–1959), Widerstandskämpfer gegen den Nationalsozialismus
- Günther Reeder (1915–2003), Konteradmiral
- Otto Eglau (1917–1988), Maler und Grafiker
- Horst Brie (1923–2014), Diplomat
- Joachim Fest (1926–2006), Zeithistoriker, Publizist und Autor, geboren in der Hentigstraße 13
- Jürgen Wilke (1928–2016), Schauspieler und Theaterintendant
- Herbert Knauer (1931–2024), Chemiker und Unternehmer
- Hans-Jürgen Vogtherr (1931–2018), Historiker
- Lothar Ullrich (1932–2013), Theologe
- Ekkehard Bartsch (* 1934), Industriedesigner
- Hubert Cancik (* 1937), Altphilologe und Religionshistoriker
- Johannes Grützke (1937–2017), Maler
- Rolf Bähr (* 1939), Leiter der Filmförderungsanstalt und Segelweltmeister
- Dietrich Böhler (* 1942), Philosoph
- Herbert Wollmann (* 1951), Politiker (SPD)
- Ilja Richter (* 1952), Schauspieler, Synchronsprecher und Fernsehmoderator

### Mit Karlshorst verbundene Persönlichkeiten
– aufsteigend nach dem Geburtsjahr –
- Oscar Gregorovius (1845–1913), Baumeister; Anfang des 20. Jahrhunderts in Karlshorst tätig, lebte in der Auguste-Victoria-Straße 3 / Wildensteiner Straße 13
- Georg Knorr (1859–1911), Ingenieur und Unternehmer, lebte in der Stechlinstraße 2
- Max Beer (1864–1943), österreichischer Publizist und Historiker, lebte in der Gundelfinger Straße 47; nach ihm ist eine Straße im Ortsteil Mitte benannt
- Hedwig Courths-Mahler (1867–1950), Schriftstellerin, lebte 1905–1914 in der Dönhoffstraße 11
- Georg Stern (1867–1934), Ingenieur, lebte in der Ehrlichstraße 31
- Carl Ulitzka (1873–1953), römisch-katholischer Priester, Reichstagsabgeordneter 1920–1933, Krankenhausseelsorger im St. Antonius-Hospital
- Hermann Duncker (1874–1960), Mitbegründer der KPD, Rektor der Gewerkschaftshochschule „Fritz Heckert“, lebte 1924–1936 in der Junker-Jörg-Straße 16[67]
- August Stramm (1874–1915), Dichter und Dramatiker des Expressionismus, lebte in der Lehndorffstraße 16
- Bernhard Lichtenberg (1875–1943), katholischer Priester; 1905–1910 Seelsorger in Friedrichsfelde/Karlshorst, lebte in der Gundelfinger Straße 36
- Hermann Jochade (1876–1939), Gewerkschaftsfunktionär, lebte am Grafenauer Weg 39
- Albert Sergel (1876–1946), Schriftsteller, lebte in Karlshorst
- Max Ringhandt (1877–1965), Maler, lebte in Karlshorst
- Rudolf Gleye (1880–1926), Architekt, Bauleiter der Waldsiedlung Karlshorst
- Max Wertheimer (1880–1943), Psychologe, lebte in der Ehrlichstraße 31
- Joachim Kurd Niedlich (1884–1928), Schriftsteller, Lehrer am Lyzeum in Karlshorst
- Martin Voelkel (1884–1950), Pfarrer in Karlshorst, lebte in der Treskowallee 93 (jetzt: Nr. 136)[68]
- Colin Ross (1885–1945), österreichischer Journalist und Reiseschriftsteller, lebte in der Gundelfinger Straße 31
- Johannes Fest (1889–1960), Rektor einer katholischen Volksschule und Hitlergegner, Mitglied des Abgeordnetenhauses von Berlin von 1955 bis 1958, Stadtältester von Berlin, Vater von Joachim Fest, lebte in der Hentigstraße 13[69]
- Samuel Lewin (1890–1959), Schriftsteller, lebte in der Gundelfinger Straße 26[70]
- Otto Weis (um 1890–nach 1943), Architekt, lebte in der Frankestraße 37 und Gundelfinger Straße 29
- Setta Cohn-Richter (1891–1943), Kinderbuchautorin, Opfer des Holocaust, lebte in der Heiligenberger Straße 5
- Ernst Torgler (1893–1963), Politiker (KPD), Mitangeklagter im Reichstagsbrandprozess, lebte in der Liepnitzstraße 46
- Johanna Hofer (1896–1988), Schauspielerin, lebte in der Ehrlichstraße 31
- Erwin Marcusson (1899–1976), Sozialhygieniker, lebte in der Gundelfinger Straße 27[71]
- Kurt Richter (1900–1969), Schachmeister, lebte 1934–1969 in der Dönhoffstraße 29[72]
- Maria Langner (1901–1967), Schriftstellerin, lebte am Gregoroviusweg 9[73]
- Erich Ollenhauer (1901–1963), Politiker und Vorsitzender der SPD, lebte in der Trautenauer Straße 6
- Sinaida Wolkowa (1901–1933), russische Revolutionärin, Tochter Leo Trotzkis, lebte in der Treskowallee 74 (jetzt 86)
- Hans Bellmer (1902–1975), Fotograf, Grafiker, Zeichner und Maler, lebte in der Ehrenfelsstraße 8a
- Rudolf Mandrella (1902–1943), Jurist und Gegner des Naziregimes, lebte in der Königswinterstraße 24
- Paul Noack-Ihlenfeld (1902–1962), Komponist, lebte in der Wildensteiner Straße 4[74]
- Carl Eckloff (1906–1979), Handelsrat, lebte in der Lehndorffstrasse 49[75]
- Maria Matray (1907–1993), Schauspielerin, Choreografin und Autorin, lebte in der Ehrlichstraße 31
- Hans Schindler (1907–1986), Maler und Grafiker, lebte in Karlshorst
- Alfons Leitl (1909–1975), Architekturkritiker, in Karlshorst aufgewachsen
- Sergei Schilkin (1915–2007), Unternehmer, lebte in der Güntherstraße 9
- Siegfried Berger (1918–2002), Streikführer vom 17. Juni 1953, lebte im Römerweg 40
- Joachim Lipschitz (1918–1961), SPD-Politiker, 1955–1961 West-Berliner Senator für Inneres, lebte 1944–1948 in der Stühlinger Straße 15
- Klaus Wetzel (1921–1999), Jurist, in Karlshorst aufgewachsen
- Kurt Hälker (1922–2010), Widerstandskämpfer gegen den Nationalsozialismus, lebte in Karlshorst
- Ruth Baumgarte (1923–2013), Malerin, lebte in der Rheingoldstraße 32[76]
- Hannes Hegen (1925–2014), Grafiker und Comiczeichner, lebte in der Waldowallee 15[77]
- Peter Borgelt (1927–1994), Schauspieler, lebte in der Lehndorffstraße 91
- Siegfried Böhm (1928–1980), Politiker (SED), lebte in Karlshorst
- Gerhard Wolf (1928–2023), Schriftsteller und Christa Wolf (1929–2011), Schriftstellerin, lebten 1953–1959 in der Stechlinstraße 4[78][79]
- Herbert Nachbar (1930–1980), Schriftsteller, lebte in der Honnefer Straße 16[80]
- Jürgen Böttcher (* 1931; Pseudonym: Strawalde), Maler und Filmregisseur, lebt in Karlshorst[81]
- Wolfgang Weider (1932–2024), Weihbischof, in Karlshorst aufgewachsen
- Annelies Laschitza (1934–2018), Historikerin, lebte in der Brehmstraße 9[82]
- Christian Schütz (1941–2025), Maler und Grafiker, lebt in Karlshorst
- Günter Toepfer, Autor (* 1941), lebt in Karlshorst
- Wulf Olm (1942–2007), Sport- und Tierfotograf, wuchs in Karlshorst auf
- Wolf-Dietrich Eulitz (* 1942), Violinist und Musikermediziner, lebt in Karlshorst
- Barbara Thalheim (* 1947), Sängerin, in Karlshorst aufgewachsen
- Barbara Putbrese (* 1949), Malerin, lebt in Karlshorst
- Roland Gehrke (* 1954), Ringer, lebt in Karlshorst
- Andreas Köhler (* 1954), Politiker (SPD), Vorsitzender des Bürgervereins Karlshorst
- Dirk Zöllner (* 1962), Sänger, in Karlshorst aufgewachsen
- Andreas Geisel (* 1966), Politiker (SPD), ehemaliger Berliner Senator, lebt in Karlshorst
- Sahra Wagenknecht (* 1969), Politikerin (Die Linke), lebte in Karlshorst[83]
- Birge Funke (* 1974), Schauspielerin, lebt in Karlshorst